# Wioślarstwo na Letnich Igrzyskach Olimpijskich 1932 – dwójka podwójna mężczyzn
Rywalizacja w dwójkach podwójnych mężczyzn w wioślarstwie na Letnich Igrzyskach Olimpijskich 1932 rozgrywana była między 9 a 13 sierpnia 1932 w Long Beach Marine Stadium.

## Wyniki

### Półfinały
Zwycięzca każdego z półfinałów awansował do finału, pozostali zawodnicy awansowali do repasaży.
| Bieg 1  | Bieg 1            | Bieg 1                              | Bieg 1 | Bieg 1 |
| Miejsce | Narodowość        | Zawodnik                            | Czas   | Kwal.  |
| ------- | ----------------- | ----------------------------------- | ------ | ------ |
| 1       | Kanada            | Noël de Mille Charles Pratt         | 7:25,0 | Q      |
| 2       | Włochy            | Mario Moretti Orfeo Paroli          | 7:33,0 |        |
| 3       | Brazylia          | Adamor Gonçalves Henrique Tomassini | 7:38,8 |        |
| Bieg 2  |                   |                                     |        |        |
| Miejsce | Narodowość        | Zawodnik                            | Czas   | Kwal.  |
| 1       | Stany Zjednoczone | William Gilmore Kenneth Myers       | 7:14,6 | Q      |
| 2       | Niemcy            | Gerhard Boetzelen Herbert Buhtz     | 7:21,4 |        |

### Repasaże
Dwie pierwsze osady awansowały do finału.
| Bieg 1  | Bieg 1     | Bieg 1                              | Bieg 1 | Bieg 1 |
| Miejsce | Narodowość | Zawodnik                            | Czas   | Kwal.  |
| ------- | ---------- | ----------------------------------- | ------ | ------ |
| 1       | Niemcy     | Gerhard Boetzelen Herbert Buhtz     | 7:28,4 | Q      |
| 2       | Włochy     | Mario Moretti Orfeo Paroli          | 7:33,2 | Q      |
| 3       | Brazylia   | Adamor Gonçalves Henrique Tomassini | 7:57,8 |        |

### Finał
| Bieg 1  | Bieg 1            | Bieg 1                          | Bieg 1 |
| Miejsce | Narodowość        | Zawodnik                        | Czas   |
| ------- | ----------------- | ------------------------------- | ------ |
| złoto   | Stany Zjednoczone | William Gilmore Kenneth Myers   | 7:17,4 |
| srebro  | Niemcy            | Gerhard Boetzelen Herbert Buhtz | 7:22,8 |
| brąz    | Kanada            | Noël de Mille Charles Pratt     | 7:27,6 |
| 4.      | Włochy            | Mario Moretti Orfeo Paroli      | 7:49,2 |